# Travelogue (álbum de Joni Mitchell)
Travelogue é o décimo oitavo álbum de estúdio da cantora e compositora canadense Joni Mitchell, lançado em 19 de novembro de 2002 por intermédio da Nonesuch Records. Vince Mendoza, compositor dos arranjos de orquesta do álbum, venceu, no Grammy Awards de 2004 a categoria de Melhor Arranjo Instrumental por "Woodstock".

## Lista de faixas
Todas as faixas escritas e compostas por Joni Mitchell, exceto onde escrito. 
| N.º | Título                                            | Compositor(es) | Duração |  |
| 1.  | "Otis and Marlena"                                |                | 3:54    |  |
| 2.  | "Amelia"                                          |                | 6:48    |  |
| 3.  | "You Dream Flat Lines"                            |                | 3:48    |  |
| 4.  | "Love"                                            |                | 5:40    |  |
| 5.  | "Woodstock"                                       |                | 5:56    |  |
| 6.  | "Slouching Toward Bethlehem"                      |                | 7:11    |  |
| 7.  | "Judgement of the Moon and Stars (Ludwig's Tune)" |                | 5:22    |  |
| 8.  | "The Sire of Sorrow (Job's Sad Song)"             |                | 7:09    |  |
| 9.  | "For the Roses"                                   |                | 7:28    |  |
| 10. | "Trouble Child"                                   |                | 5:02    |  |
| 11. | "God Must Be a Boogie Man"                        |                | 3:56    |  |

| N.º | Título                            | Compositor(es)       | Duração |  |
| 1.  | "Be Cool"                         |                      | 5:09    |  |
| 2.  | "Just Like This Train"            |                      | 5:04    |  |
| 3.  | "Sex Kills"                       |                      | 3:57    |  |
| 4.  | "Refuge of the Roads"             |                      | 7:56    |  |
| 5.  | "Hejira"                          |                      | 6:47    |  |
| 6.  | "Chinese Café / Unchained Melody" | Alex North, Hy Zaret | 5:41    |  |
| 7.  | "Cherokee Louise"                 |                      | 6:00    |  |
| 8.  | "The Dawntreader"                 |                      | 5:38    |  |
| 9.  | "The Last Time I Saw Richard"     |                      | 4:58    |  |
| 10. | "Borderline"                      |                      | 6:23    |  |
| 11. | "The Circle Game"                 |                      | 6:50    |  |